# Lega Nazionale A 1966-1967
L'edizione 1966-1967 della Lega Nazionale A vide la vittoria finale del Basilea. Capocannoniere del torneo furono Rolf Blättler (Grasshoppers) e Fritz Künzli (Zurigo), con 24 reti.

## Stagione

### Novità
Dalla Lega Nazionale A 1965-1966 sono stati retrocessi in Lega Nazionale B il Lucerna e l'Urania Ginevra, mentre dalla Lega Nazionale B 1965-1966 sono stati promossi il Winterthur e il Moutier.

## Squadre partecipanti
| Club              | Città             | Stadio                       | Stagione 1965-1966                                  |
| ----------------- | ----------------- | ---------------------------- | --------------------------------------------------- |
| Basilea           | Basilea           | Landhof-Stadium              | 6º posto in Lega Nazionale A                        |
| Bienne            | Bienne            | Stadion Gurzelen             | 9º posto in Lega Nazionale A                        |
| Grasshoppers      | Zurigo            | Hardturm Stadion             | 6º posto in Lega Nazionale A                        |
| Grenchen          | Grenchen          | Stadion Brühl                | 9º posto in Lega Nazionale A                        |
| La Chaux-de-Fonds | La Chaux-de-Fonds | Stade de la Charrière        | 4º posto in Lega Nazionale A                        |
| Losanna           | Losanna           | Stade de la Pontaise         | 3º posto in Lega Nazionale A                        |
| Lugano            | Lugano            | Stadio comunale di Cornaredo | 9º posto in Lega Nazionale A                        |
| Moutier           | Moutier           | Stade de Chalière            | 2º posto in Lega Nazionale B (Neopromosso)          |
| Servette          | Ginevra           | Stade Charmilles             | 2º posto in Lega Nazionale A                        |
| Sion              | Sion              | Parc des Sports              | 8º posto in Lega Nazionale A                        |
| Winterthur        | Winterthur        | Stadion Schützenwiese        | 1º posto in Lega Nazionale B (Neopromosso)          |
| Young Boys        | Berna             | Wankdorfstadion              | 5º posto in Lega Nazionale A                        |
| Young Fellows     | Zurigo            | Stadio Letzigrund            | 12º posto in Lega Nazionale A                       |
| Zurigo            | Zurigo            | Stadio Letzigrund            | 1º posto in Lega Nazionale A (Campione di Svizzera) |

## Classifica finale
|  | Pos. | Squadra           | Pt | G  | V  | N | P  | GF | GS  | DR  |
|  | ---- | ----------------- | -- | -- | -- | - | -- | -- | --- | --- |
|  | 1.   | Basilea           | 40 | 26 | 16 | 8 | 2  | 61 | 20  | +41 |
|  | 2.   | Zurigo            | 39 | 26 | 18 | 3 | 5  | 70 | 31  | +39 |
|  | 3.   | Lugano            | 39 | 26 | 17 | 5 | 4  | 51 | 29  | +22 |
|  | 4.   | Grasshoppers      | 32 | 26 | 14 | 4 | 8  | 60 | 31  | +29 |
|  | 5.   | Servette          | 26 | 26 | 10 | 6 | 10 | 49 | 35  | +14 |
|  | 6.   | Sion              | 26 | 26 | 10 | 6 | 10 | 48 | 38  | +10 |
|  | 7.   | Young Boys        | 26 | 26 | 10 | 6 | 10 | 44 | 48  | -4  |
|  | 8.   | Grenchen          | 24 | 26 | 10 | 4 | 12 | 43 | 49  | -6  |
|  | 9.   | Young Fellows     | 24 | 26 | 9  | 6 | 11 | 33 | 44  | -11 |
|  | 10.  | Losanna           | 21 | 26 | 9  | 3 | 14 | 46 | 44  | +2  |
|  | 11.  | Bienne            | 21 | 26 | 8  | 5 | 13 | 25 | 42  | -17 |
|  | 12.  | La Chaux-de-Fonds | 20 | 26 | 8  | 4 | 14 | 34 | 48  | -14 |
|  | 13.  | Winterthur        | 20 | 26 | 8  | 4 | 14 | 33 | 54  | -21 |
|  | 14.  | Moutier           | 6  | 26 | 2  | 2 | 22 | 16 | 100 | -84 |

Legenda:
      Campione di Svizzera e qualificata in Coppa dei Campioni 1967-1968
      Qualificato in Coppa delle Coppe 1967-1968
      Qualificati in Coppa delle Fiere 1967-1968
      Retrocesse in Lega Nazionale B 1967-1968.
Note:

Due punti a vittoria, uno a pareggio, zero a sconfitta.

## Spareggio retrocessione
|                   | Risultato |            | Luogo e data          |  |
| ----------------- | --------- | ---------- | --------------------- |  |
| La Chaux-de-Fonds | 3 - 1     | Winterthur | Berna, 14 giugno 1967 |  |
|                   |           |            |                       |  |

## Statistiche

### Classifica marcatori
| Gol |  |  | Giocatore          | Squadra      |
| --- |  |  | ------------------ | ------------ |
| 24  |  |  | Rolf Blättler      | Grasshoppers |
| 24  |  |  | Fritz Künzli       | Zurigo       |
| 18  |  |  | Frédy Amez-Droz    | Grenchen     |
| 18  |  |  | Rosario Martinelli | Zurigo       |
| 16  |  |  | Roberto Frigerio   | Basilea      |
| 16  |  |  | Bernard Frochaux   | Sion         |
| 14  |  |  | Helmuth Hauser     | Basilea      |
| 13  |  |  | Kurt Grünig        | Young Boys   |
| 13  |  |  | Otto Luttrop       | Lugano       |

## Verdetti finali
- Basilea Campione di Svizzera 1966-1967 e qualificato alla Coppa dei Campioni 1967-1968.
- Losanna qualificato alla Coppa delle Coppe 1967-1968.
- Zurigo e Servette qualificati alla Coppa delle Fiere 1967-1968.
- Winterthur e Moutier retrocesse in Lega Nazionale B.